# Leonardo Busca
Leonardo Busca (Padova, 2 febbraio 1972) è un cestista e dirigente sportivo italiano, direttore sportivo del CUS Padova Basket.

## Carriera

### Cestista

Busca nel 2003 alla Pallacanestro Messina

Cresciuto nel vivaio della Virtus Padova, squadra della sua città natale, Leo ha debuttato ventunenne in serie Serie A2 con lo stesso club che nel frattempo aveva spostato la propria sede a Vicenza. Dopo questa parentesi si trasferisce a Pozzuoli dove rimane per tre anni, conquistando la promozione in A2 al termine del secondo. Dalla stagione 1997-98 veste la maglia di Roseto, dove al primo tentativo bissa il salto di categoria dalla B1 alla A2, mentre due anni più tardi contribuisce a portare la formazione abruzzese in A1.
Il debutto nella massima serie avviene nel 2000-01 quando è il playmaker titolare della Snaidero Udine, incarico ricoperto anche nel corso dell'annata seguente sia in campionato che in Coppa Saporta. Scende poi di categoria firmando un biennale con la Pallacanestro Messina, formazione che perde le finali play-off ma che ottiene ugualmente la promozione, maturata con un ripescaggio dovuto all'esclusione della Virtus Bologna dal campionato. Tuttavia la parentesi siciliana in Serie A dura poco, con i giallorossi che si classificano ultimi per poi scomparire a causa del fallimento societario.
Da qui inizia un saliscendi che lo porta prima in Legadue a Ferrara (2004-05), poi il ritorno nella massima serie con l'ingaggio da parte di Roseto (2005-06, prima di iniziare la stagione successiva in Legadue con la Dinamo Sassari e terminarla in Serie A con l'Upea Capo d'Orlando.
Nel campionato 2007-08 scende nuovamente in Legadue passando in forza alla Pallacanestro Reggiana. Un anno dopo cambia casacca, vestendo così il gialloblu dello Scafati Basket.
Nel settembre 2010 firma con la Pallacanestro Trieste, squadra di terza serie mentre per la stagione 2011-12 passa alla Sebasiani Rieti in Divisione Nazionale B.
Il 18 agosto 2012 firma per la Virtus Padova. Il 6 luglio 2016 lascia la società padovana, che nell'ottobre dello stesso anno lo premia con il ritiro della maglia numero 7.
Nella stagione 2016-17, firma per la Pallacanestro Limena, società della provincia di Padova che milita in Serie D. Al termine della stagione la Pallacanestro Limena è promossa in C Silver.

### Dirigente
Dal 2015 ricopre anche il ruolo di direttore sportivo del CUS Padova Basket dove è anche il responsabile del Centro Minibasket.

## Fuori dal basket giocato
Diplomato ISEF è anche docente a contratto del Corso di Laurea in Scienze Motorie all'Università di Padova. Inoltre è esperto di educazione Motoria presso la Scuola elementare Giovanni XXIII di Padova, e dal 2016 istruttore di minibasket sempre presso il Cus Padova.